# Catalogo astronomico
Un catalogo astronomico è una lista di oggetti astronomici; nei cataloghi sono raggruppati oggetti che mostrano fra loro caratteristiche comuni, come il tipo di oggetto, la morfologia, l'origine o il metodo di scoperta. Di solito i cataloghi sono il risultato di osservazioni astronomiche approfondite o finalizzate allo studio di una determinata classe di oggetti celesti.

## Cataloghi storici importanti
- Il Libro delle stelle fisse di Azophi, pubblicato nel 964, descrive più di mille stelle nel dettaglio e fornisce la prima descrizione della Galassia di Andromeda.[1] e la Grande Nube di Magellano.[2][3]
- Lo Zij-i Sultani (in persiano  زیجِ سلطانی‎), pubblicato da Uluğ Bek nel 1437, consiste in tavole astronomiche e un catalogo stellare.
- L'Uranometria star atlas di Johann Bayer, pubblicato nel 1603 e contenente oltre 1 200 stelle. I nomi sono riportati con lettere greche combinati con i nomi di catalogo, ad esempio α Centauri.
- La Historia coelestis Britannica star atlas di John Flamsteed, pubblicato nel 1725 e contiene una classificazione numerica delle stelle per costellazione, ad esempio 61 Cygni.
- Il Catalogo di Messier fu pubblicato da Charles Messier nel 1781 e contiene un elenco di 110 oggetti di natura non stellare; è uno dei cataloghi più noti e più usati, soprattutto in ambito amatoriale. Fu il primo catalogo a interessarsi anche agli oggetti del cielo profondo, in quanto si proponeva di repertoriare gli oggetti suscettibili di essere confusi con le comete. Esso comprende con poche omissioni le nebulose a emissione, le galassie e gli ammassi stellari più spettacolari visibili dall'Europa, ovvero con declinazione entro -35°.
- Il New General Catalogue, compilato negli anni ottanta del XIX secolo, contiene 7 840 oggetti di natura non stellare; è ancora oggi molto usato.
- L'Index Catalogue (IC) è un catalogo astronomico di galassie, nebulose e ammassi stellari, conosciuti come oggetti IC. Venne compilato da John Dreyer tra gli anni '80 del XIX secolo e il primo decennio del XX secolo[4] e serve da supplemento al New General Catalogue.
- Il Revised New General Catalogue and Index Catalogue (RNGC/IC), compilato da Wolfgang Steinicke, contiene 13 957 oggetti nella sua revisione del 2021 (13 226 dal NGC/IC originale di Dreyer e 731 aggiuntivi).
- Catalogo HR, pubblicato nel 1908 da Edward Charles Pickering, contiene 9 110 stelle di magnitudine inferiore a 6,5. Il suo successore è il Catalogo BS.
- Catalogo Henry Draper, così chiamato in onore di Henry Draper, fu pubblicato fra il 1918 e il 1924 ed elenca oltre 225 000 stelle; la sigla è HD seguita da un numero.
- Sir Patrick Moore compilò il Catalogo Caldwell nel 1995 come complemento al Catalogo di Messier: elenca 109 oggetti non stellari brillanti non riportati dal Messier, soprattutto nell'emisfero australe celeste.
- 2MASS è il progetto di mappatura del cielo notturno più ambizioso; contiene la prima individuazione delle nane brune, uno studio completo delle stelle di piccola massa e un catalogo completo di tutte le stelle e galassie note; sono stati catalogati oltre 300 milioni di sorgenti luminose e oltre 1 milione di sorgenti estese.

## Cataloghi astronomici ancora in uso
- Catalogo Hipparcos - contiene dati di circa 118 000 stelle.
- Catalogo Tycho-2 - contiene dati di circa 2 500 000 stelle.
- USNO B1.0 (1 042 618 261 stelle/galassie).
- 6th Orbit Catalog (Orbital elements for double/multiple star systems).
- Washington Double Star Catalog.
- Yale Bright Star Catalog.
- Catalogo Cosmicflows -3. Un catalogo di galassie distanti contenente 17 669 voci ottenuto grazie alla fotometria a 3,6 μm ottenuta con il telescopio spaziale Spitzer.[5]